# Leonor Benedetto
Leonor Benedetto (Paraná (Argentina), 30 de outubro de 1941) é uma atriz argentina.

## Atuação
- Amapola de Eugenio Zanetti - 2014, Clara.
- Herederos de una venganza - 2011 - 2012, Regina Piave.
- Rosa, Violeta y Celeste - 2009, Violeta
- Hombres de honor - 2005, como Alberta Natale de Onoratto.
- Piel naranja... años después - 2004, como Selena.
- Próxima salida - 2004.
- Padre coraje - 2004, como Amanda Jáuregui.
- Time's up! - 2001.[2]
- Mi ex - 1999.[3]
- Secretos compartidos - 1998, como Raquel.
- Ricos y famosos - 1997, como Raquel Falconi.[4]
- Como Pan Caliente - 1996.[3]
- Lola Mora - 1995, como Lola Mora.
- Un lugar en el mundo - 1991, como Nelda.
- Las lobas - 1986.
- Atrapadas - 1984, como Silvia.
- Profesión: Señora - 1983
- Bárbara Narváez - 1984.[3]
- Dios se lo pague - 1981, como Nancy Clovis.
- Rosa de lejos - 1980, como Rosa María Ramos.
- El poder de las tinieblas 1979.
- De cara al cielo - 1979.
- Con mi mujer no puedo - 1978.
- El fantástico mundo de María Montiel - 1978.
- Las locas - 1977.
- El gordo de América - 1976.
- Mi Hombre Sin Noche 1974
- Contigo y aquí - 1974, como Alicia Bastián.
- Proceso a la infamia - 1974, como Sofía.
- Rolando Rivas, taxista - 1972, como Matilde.[3]
- Bajo el signo de la patria - 1971.
- El Santo de la espada - 1970.
- El hombre que me negaron- 1970.